# Newe Awiwim

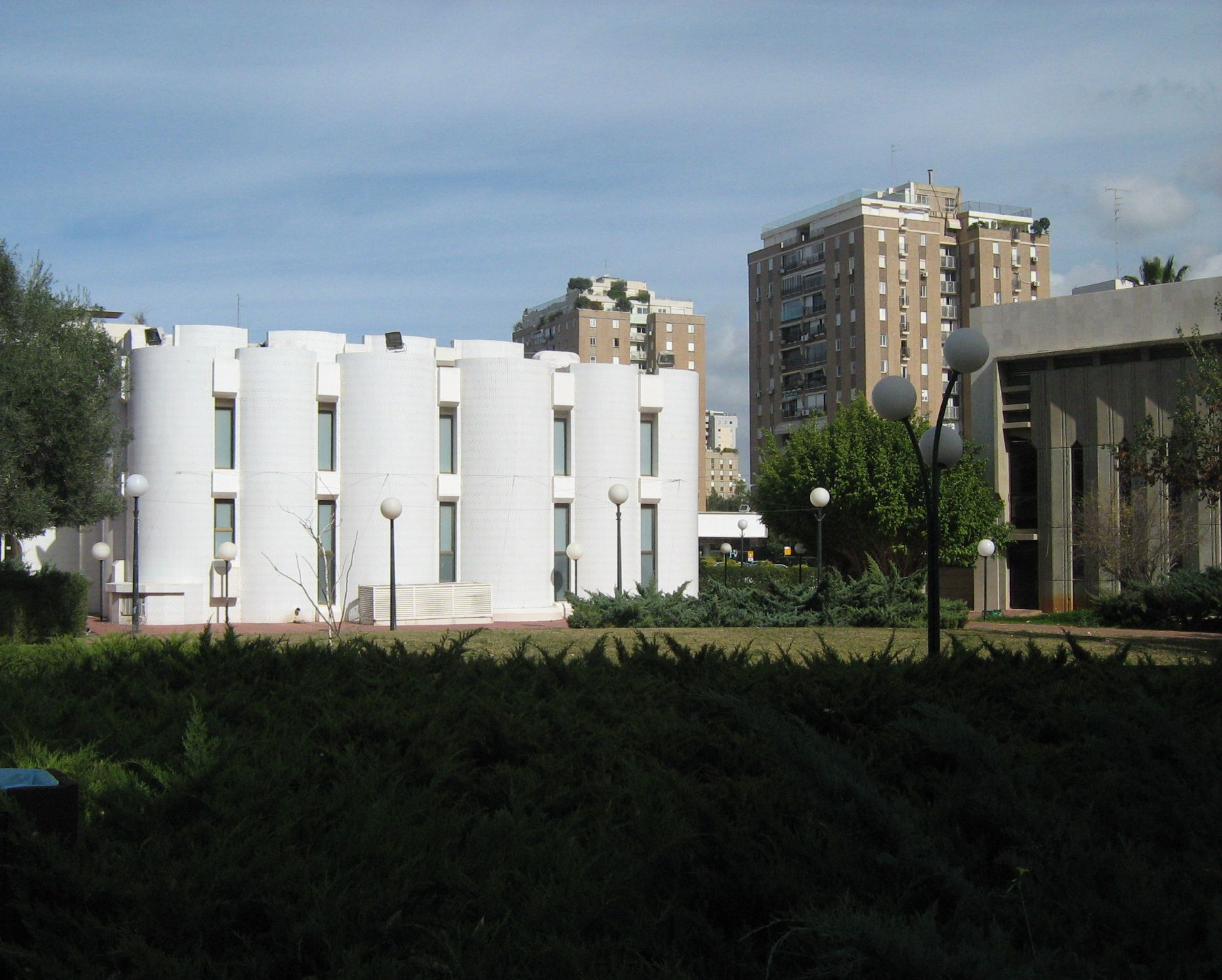
Synagoga w Newe Awiwim

Newe Awiwim (hebr. נוה אביבים; pol. Wiosenny Dom) – osiedle mieszkaniowe w Tel Awiwie, znajdujące się na terenie Dzielnicy Pierwszej. Osiedle jest znane także pod nazwą Ramat Awiw Bet.

## Położenie
Osiedle leży na nadmorskiej równinie Szaron, nad Morzem Śródziemnym. Jest położone w północnej części aglomeracji miejskiej Tel Awiwu, na północ od rzeki Jarkon. Północną granicę osiedla wyznacza ulica Keren Kayemet Le'Israel, za którą znajduje się osiedle Ramat Awiw Gimel. Wzdłuż wschodniej granicy przebiega ulica Haim Levanon, za którą znajduje się osiedle Afeka oraz Kampus Uniwersytetu Tel Awiwu. Na południu ulica Einsteina oddziela od osiedla Ramat Awiw. Natomiast granicę zachodnią wyznacza droga ekspresowa nr 2, za którą znajduje się osiedle Ramat Awiw HaHadasha.

## Środowisko naturalne
Osiedle powstało na nadmorskich wydmach i nieużytkach rolniczych, położonych na północ od zabudowy miejskiej Tel Awiwu. Podczas rozbudowy teren został wyrównany i obecnie obszar osiedla jest płaski.

## Historia
Pierwsze domy osiedla wybudowano w połowie lat 60. XX wieku, przy ulicy Arieh Pasternak. Jednak większość zabudowy powstała w latach 70. Ostatnie domy wybudowano w połowie lat 90. przy ulicy Tagore.

## Architektura
Jest to nowoczesne osiedle mieszkaniowe, w którym znajdują się budynki zabudowy wielorodzinnej wzniesione z „wielkiej płyty”. W centralnej części osiedla znajdują się dwa 16-piętrowe wieżowce Daniel Morits Towers oraz trzy 15-piętrowe Tagor Towers. W zachodniej części osiedla są dwa 15-piętrowe wieżowce Yehuda HaNassi Towers. Ze względu na piękną brązową kolorystykę fasady zwracają na siebie uwagę trzy 15-piętrowe wieżowce Offenheimer Towers.
Wieżowce przy ulicy Tagore posiadają podziemne parkingi - były to pierwsze podziemne parkingi w wieżowcach mieszkalnych w Tel Awiwie. W osiedlu są także miejsca, w których wybudowano luksusowe apartamenty (ulice Rav Ashi, Ravina, Yehuda HaNassi, Levitan i Arieh Pasternak). W obrębie osiedla znajdują się parki i ogrody: Josef Politi Garden, Tsipora Mika Garden, Sol&Sissy Mark Garden oraz Glasberg Garden.
Osiedle zasłynęło z powodu swoich słynnych mieszkańców. Przy ulicy Oppenheimer mieszkał Szimon Peres, który po wyborze na prezydenta państwa Izraela przeprowadził się do Jerozolimy. Natomiast przy ulicy Rav Ashi mieszkał premier Icchak Rabin. Obecnie w tym mieszkaniu mieszka jego córka, Dalia Rabin.

## Edukacja i nauka
W osiedlu znajdują się dwie szkoły podstawowe Niccanim i Yakhdav, oraz szkoła specjalna.

## Religia
W osiedlu znajdują się dwie synagogi, położone przy parku Josef Politi.

## Turystyka
Przy osiedlu znajduje się plaża Tel Baruch z dużym terenem przygotowanym do wypoczynku rodzinnego. Jest to popularne miejsce do uprawiania sportów wodnych i wędkarstwa.

## Sport i rekreacja
W północno-zachodniej części osiedla znajduje się centrum kultury Newe Awiwim, na którego terenie jest basen pływacki, korty tenisowe oraz inne obiekty sportowe. Tuż obok mieści się klub młodzieżowy Bnei Akiva. Przy szkole Niccanim mieści się klub młodzieżowy Ha Tsofim. Jest tu także Izraelskie Stowarzyszenie Szachowe, w którym są organizowane liczne zawody szachowe oraz scrabble.

## Gospodarka
Na terenie osiedla znajduje się trzy duże centra handlowe.

## Infrastruktura
W północnej części osiedla jest ośrodek zdrowia, a w południowo-wschodniej ośrodek opiekuńczy dla osób starszych. Są tutaj także trzy apteki oraz urząd pocztowy.

## Transport
Wzdłuż osiedla przechodzi droga ekspresowa nr 2  (Tel Awiw-Netanja-Hajfa). Natomiast ulicą Sderot Keren Kayemet Le'Israel można dojechać do położonej na wschodzie autostrady nr 20  (Ayalon Highway).